# Чарлз Ролс
Чарлз Стю̀арт Ролс (на английски: Charles Stewart Rolls; 27 август 1877, Лондон — 12 юли 1910, Борнмът) е британски авиатор, автомобилен състезател и предприемач, който заедно с Хенри Ройс основават компанията Rolls-Royce Limited.

## Биография
Чарлз Ролс е третото от четирите деца на богат домовладелец, полковник Джон Ролс, барон на Лангаток. Той е роден в Лондон, но израства в семейното имение близо до Монмът. След като завършва средното си образование в Итън и инженерното си образование в Кеймбридж, Ролс започва да се интересува от автомобили, превръщайки се в третия най-голям автомобилист в Уелс.
През 1896 г. Ролс купува първата си кола, Peugeot Phaeton – първата в Кеймбридж, организира протест за премахване на тогавашното ограничение на скоростта от 4 мили в час (6,4 km/h) и постига трикратното му повишение; поставя национален рекорд за скорост от 93 mph през 1903 г. През същата година основава компания в Лондон за продажба на френски автомобили.
През 1904 г. Ролс се среща с техника Хенри Ройс и през 1906 г. започва производството на автомобили под фирменото название Rolls-Royce; Ройс ръководи инженерната страна на нещата, а Ролс управлява финансите и продажбите. Започвайки през 1907 г., автомобилите Rolls-Royce се представят успешно на състезания и развиват репутация, която продължава и до днес.
Ролс започва да лети с балони през 1898 г., като прави 170 полета. През 1903 г. той става съосновател на Кралския аероклуб.
Ролс започва сериозно да се занимава със самолети едва в началото на 1910 г., като временно се оттегля от Rolls-Royce. През пролетта на 1910 г. Ролс получава втория лиценз в страната (след Джон Мур-Барбазон) за управление на самолет. На 2 юни 1910 г. той прелита Ламанша и се връща за рекордно време, побеждавайки резултата на Луи Блерио (това е третият полет през пролива, след Блерио и Жак Льосепс).
На 10 юли 1910 г. Ролс инсталира нови хоризонтални кормила на своя френски биплан Flyer 1. На 12 юли 1910 г., близо до Борнмът, на височина само 20 фута (6 m), самолетът се разпада във въздуха; Ролс умира, ставайки първият британец, загинал в самолетна катастрофа.